# Tradescantia stenophylla
Tradescantia stenophylla är en himmelsblomsväxtart som beskrevs av Townshend Stith Brandegee. Tradescantia stenophylla ingår i släktet båtblommor, och familjen himmelsblomsväxter. Inga underarter finns listade.